# Ekai Kawaguči
Ekai Kawaguči (japonsky 河口 慧海) (26. února 1866 – 24. února 1945) byl japonský buddhistický mnich známý především díky cestám do Nepálu (1899, 1903, 1905 a 1913) a do Tibetu (4. července 1900 – 15. června 1902, 1913–1915); je vůbec prvním známým Japoncem, který navštívil tyto země.